# Фабриціо Аластра
Фабриціо Аластра (італ. Fabrizio Alastra; нар. 1 жовтня 1997, Ериче, Італія) — італійський футболіст, голкіпер «Парми». На умовах оренди захищає кольори «Пескари».

## Клубна кар'єра
Фабріціо був запрошений в команду скаутами «Палермо» в 15 років з «Трапані». Через рік почав грати за юнацьку команду. З сезону 2015/16 знаходиться в числі запасних воротарів основної команди.
14 лютого 2016 року дебютував у Серії А в поєдинку проти «Торіно», замінивши на 38-ій хвилині основного голкіпера команди Стефано Соррентіно. Через тиждень, в поєдинку наступного туру, Фабріціо вийшов в старті, проте до кінця чемпіонату більше не з'являвся.
Влітку 2016 року був відданий в оренду в клуб «Матера», що виступав у Лега Про, де зіграв у 10 матчах, після чого наприкінці січня 2017 року перейшов на правах оренди в «Беневенто», де був дублером і не зіграв за основну команду жодного матчу, а його клуб вперше в історій вийшов до Серії А.
Влітку того ж 2017 року на умовах річної оренди захищав кольори третьолігового «Прато», в якому отримував постійну ігрову практику, провівши 23 матчі.
30 липня 2019 року на правах вільного агента приєднався до «Парми». Півроку був резервним воротарем цієї команди, після чого 30 січня 2020 року до завершення сезону був відданий в оренду до друголігової «Пескари», де також був запасним голкіпером. Згодом був знову орендований цією ж командою 5 жовтня того ж 2020 року.

## Факти
Фабриціо опинився в «Палермо» завдяки своєму батькові. За словами спортивного директора «Палермо» Джорджіо Перінетті, до нього в аеропорту підійшов чоловік і почав розповідати про свого сина, голкіпера «Трапані», з проханням взяти його в команду. Перінетті дав вказівку Даніеле Фуджіано, голові скаутської служби, щоб він подивився хлопця у справі. Аластра сподобався їм і незабаром він опинився в команді.